# Witzlebensmühle
Witzlebensmühle is ein Gemeindeteil der Gemeinde Höchstädt im Fichtelgebirge im Landkreis Wunsiedel im Fichtelgebirge (Oberfranken, Bayern).
Die ehemalige Mühle liegt gut anderthalb Kilometer südwestlich des Höchstädter Ortskerns. Einen Kilometer in westlicher Richtung befindet sich Rügersgrün. Der Bibersbach fließt an Witzlebensmühle vorbei.
Die Einöde ist nach Gangolf von Witzleben benannt, dessen Familie von 1589 bis 1644 das Oberhöchstädter Rittergut gehörte. Witzlebensmühle wurde um 1678 neu erbaut.